# Маркиз де Вибре
Маркиз де Вибре (фр. marquis de Vibraye) — титул, созданный королём Франции Людовиком XIII, в апреле 1625 года, для Жака Юро, сеньора де Вибре. Ранее семья Юро носила титул сеньора де Вибре.

## История
Титул маркиза де Вибре является маркизатом и после Реставрации пэрством Франции.
Первоначально титул был создан в апреле 1625 года, для Жака Юро, сеньора де Вибре, представителя семьи Юро. При Старом порядке титул не был пэрским, только после реставрации в 1814 году носитель титула был сделан пэром Франции, а в 1817 году по королевском патенту получил право передавать по наследству титул пэра.
Семье Юро, маркизам де Вибре принадлежит замок Шеверни.

## Маркизы де Вибре
1. 1625—1654 — Жак Юро (?—1654), 1-й маркиз де Вибре;
2. ?—1639 — Жак Юро (?—1639), 2-й маркиз де Вибре, сын предыдущего;
3. 1639—1708 — Анри-Эмманюэль Юро (1638—1708), 3-й маркиз де Вибре, сын предыдущего;
4. 1798—1728 — Анри-Элеонор Юро (1659—1728), 4-й маркиз де Вибре, сын предыдущего;
5. 1728—1771 — Поль-Максимильен Юро де Вибре (1701—1771), 5-й маркиз де Вибре, сын предыдущего;
6. 1771—1802 — Луи Юро де Вибре (1733—1802), 6-й маркиз де Вибре, сын предыдущего;
7. 1802—1843 — Анн-Дени-Виктор Юро де Вибре (1767—1843), 7-й маркиз де Вибре, сын предыдущего;
8. 1843—1878 — Поль Юро де Вибре (1809—1878), 8-й маркиз де Вибре, сын предыдущего;
9. 1878—1919 — Анри Юро де Вибре (1836—1919), 9-й маркиз де Вибре, сын предыдущего;
10. 1919—1951 — Рауль Юро де Вибре (1861—1951), 10-й маркиз де Вибре, сын предыдущего;
11. 1951—1976 — Филипп Юро де Вибре (1891—1976), 11-й маркиз де Вибре, сын предыдущего;
12. 1976—2002 — Рене Юро де Вибре (1906—2002), 12-й маркиз де Вибре.
13. 2002— по настоящее время — Шарль-Антуан Юро де Вибре (род. в 1965 году), 13-й маркиз де Вибре, внучатый племянник 11-го маркиза.

Наследник: Максимильен Юро де Вибре.